# مطار سان فرناندو (الفلبين)
مطار سان فرناندو (الفلبين) (بالإنجليزية: San Fernando Airport)‏ (إياتا: SFE، إيكاو: RPUS) هو مطار عام يخدم مدينة سان فرناندو ويشغل المطار هيئة الطيران المدني الفلبينية.